# Carol Molnau

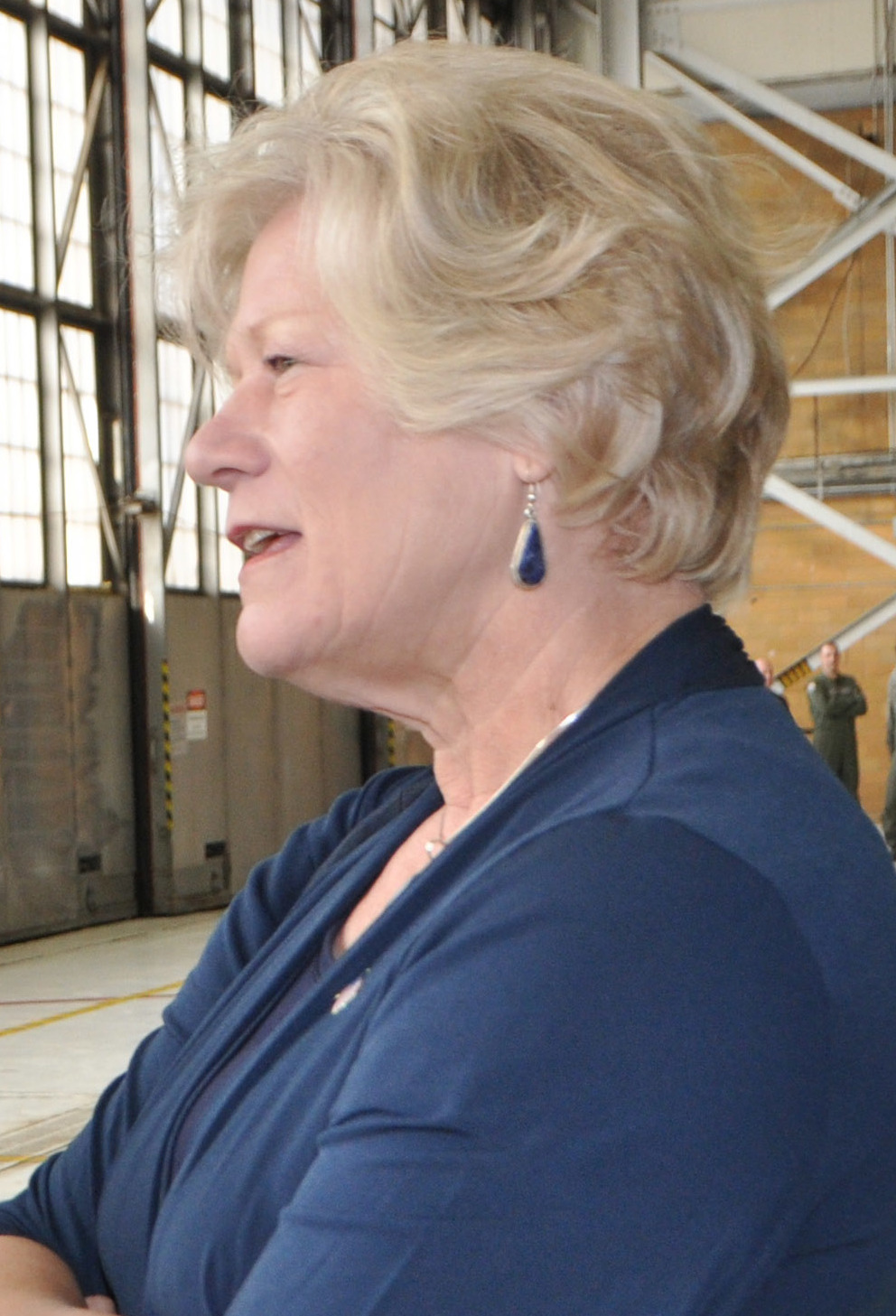
Carol Molnau, 2010

Carol Molnau (* 17. September 1949 in Waconia, Minnesota) ist eine US-amerikanische Politikerin. Sie war von 2003 bis 2011 Vizegouverneurin von Minnesota und leitete zeitweise die für Verkehr zuständige Behörde dieses Bundesstaates.
Molnau studierte an der University of Minnesota. 1992 wurde sie als Republikanerin ins Repräsentantenhaus von Minnesota gewählt. Diesem gehörte sie für fünf Amtsperioden bzw. neun Jahre an. 2002 wurde sie zur Vizegouverneurin und damit zur Stellvertreterin von Gouverneur Tim Pawlenty gewählt. Diesen Posten übernahm sie von Mae Schunk. 2006 erfolgte Molnaus Wiederwahl; im Januar 2011 schied sie aus dem Amt.
Infolge des Einsturzes der Interstate-35W-Mississippi-River-Brücke am 1. August 2007 geriet ihre Tätigkeit als Leiterin der Verkehrsbehörde des Bundesstaates (Minnesota Department of Transportation) in die öffentliche Diskussion. Die Mitglieder des Staatssenats warfen ihr Managementfehler vor und beriefen sie am 28. Februar 2008 mit einer Zwei-Drittel-Mehrheit aus diesem Amt ab.
Molnau ist seit 1971 verheiratet und hat drei Töchter.